# Era Istrefi
Era Istrefi (născută în 4 iulie 1994), uneori, pur și simplu cunoscută sub numele de Era (stilizat ca ERA), este o cântăreață și compozitoare kosovară-albaneză. Ea a crescut în faimă după lansarea melodiei de debut "Mani për money" în 2013, care a câștigat atenție din partea publicului. Următoarele ei cântece "O po don" și "E dehun", au acumulat același succes. În iunie 2014, a câștigat trei premii de festivități video pentru videoclipuri muzicale, inclusiv "Cel mai bun Artist Nou" pentru activitatea sa în 2013.
În ianuarie 2016, Istrefi a captat atenția internațională ca urmare a eliberării noului single "BonBon", ajungând la 90 de milioane de vizualizări pe YouTube și a atras comparații de activitate cu Rihanna si Sia. În urma hitului de succes, a fost afiliată la casele de discuri americane Sony Music Entertainment și Ultra Music în februarie 2016.

## Viața și cariera
Era Istrefi s-a născut la 4 iulie 1994, în Priștina. 
Părinții Erei sunt Suzana Tahirsylaj, o cântăreață bine cunoscută din anii '80 și' 90 și Nezir Istrefi, un jurnalist. După moartea tatălui ei, în 2004, mama ei a renunțat la cântat, și sora ei mai mare Nora Istrefi a devenit în scurt timp una dintre cele mai populare cântărețe din teritoriile vorbitoare de limbă albaneză. Istrefi și-a făcut debutul în televiziune în anul 2013 cu melodia "Mani për money", o melodie reggae-pop, ceva nou în industria muzicală din țară. Piesa a primit, în principal, critici pozitive din partea publicului, devenind un hit instant. La câteva luni după primul ei single, ea a lansat "O Po Nu?", un alt cântec cu un stil diferit, însoțit de un videoclip provocator. 

## Discografie
Cântecele Erei sunt scrise în principal în dialectul Gheg mai degrabă, decât albaneza standard. Ea este una dintre puținele cântărețe vorbitoare de albaneză care mixează reggae, dubstep și pop.

### Single
- 2013: "Mani për money" (Bani mania)
- 2014: "O po nu?" (Vrei să...?)
- 2014: "E dehun" (Beată)
- 2014: "13"
- 2015: "Njo si ti" (Cineva ca tine)
- 2015: "Shumë pis" (Foarte obraznic)
- 2016: "BonBon" (Roz )

## Viața personală
Istrefi are două surori mai mari, Nora Istrefi, una dintre cele mai mari staruri pop din Kosovo și Nita Istrefi, un stilist. Ea mai are și un frate mai mic, Bledi. Influența lui Bob Marley a devenit foarte proeminentă în cântecele ei. Ea folosește adesea numele lui, și îi citează cântecele sale. În afară de dialectul gheg al limbii albaneze, ea folosește de multe ori și limba engleză în anumite fraze. Istrefi locuiește în Priștina cu mama și frații ei. Ea este, de asemenea, un susținător al drepturilor persoanelor LGBT.